# Echenais eudocia
Echenais eudocia är en fjärilsart som beskrevs av Frederick DuCane Godman och Osbert Salvin 1897. Echenais eudocia ingår i släktet Echenais och familjen Riodinidae. Inga underarter finns listade i Catalogue of Life.